# Násobení matic

Pro součin matic musí být počet sloupců v první matici roven počtu řádků ve druhé matici. Výsledná matice má počet řádků první matice a počet sloupců druhé matice.

Součin matic hovorově též maticové násobení (neplést se skalárním násobkem matice) je v matematice zobecnění součinu čísel na matice. Formálně se dá definovat jako binární operace na  maticích odpovídajících typů. Využívá se v matematice, fyzice a jejich aplikacích, obvykle pro popis skládání lineárních zobrazení.
Speciálním případem násobení matic je součin matice typu {\displaystyle m\times n} a vektoru braného jako matice o typu {\displaystyle n\times 1} (sloupcový vektor). Tento součin lze interpretovat jako aplikaci lineárního zobrazení reprezentovaného transformační maticí na vektor.

## Formální definice
Pokud je {\displaystyle {\boldsymbol {A}}} matice typu {\displaystyle m\times n} a {\displaystyle {\boldsymbol {B}}} je matice typu {\displaystyle n\times p}, jejich součin {\displaystyle {\boldsymbol {A}}\cdot {\boldsymbol {B}}} je matice typu {\displaystyle m\times p} definovaná vztahem
{\displaystyle ({\boldsymbol {A}}\cdot {\boldsymbol {B}})_{ij}=\sum _{k=1}^{n}a_{ik}b_{kj}=a_{i1}b_{1j}+a_{i2}b_{2j}+\cdots +a_{in}b_{nj}.}
pro všechny prvky výsledné matice indexované {\displaystyle i\in \{1,\dots ,m\}} a {\displaystyle j\in \{1,\dots ,p\}}.
Ve většině případů jsou prvky matice čísla, ale mohou to být jakékoli druhy matematických objektů, pro které je definováno sčítání a násobení, které jsou asociativní a takové, že sčítání je komutativní a násobení je distributivní s ohledem na sčítání, typicky prvky nějakého tělesa. Prvky mohou být dokonce samotné matice (bloková matice).
U reálných matic lze prvek v {\displaystyle i}-tém řádku a {\displaystyle j}-tém sloupci výsledné matice lze také chápat jako standardní skalární součin vektoru {\displaystyle i}-tého řádku první matice s vektorem {\displaystyle j}-tého sloupce druhé matice.
Tečka {\displaystyle \cdot } se v součinu vynechává a píše se pouze {\displaystyle {\boldsymbol {AB}}}.

## Ukázka výpočtu

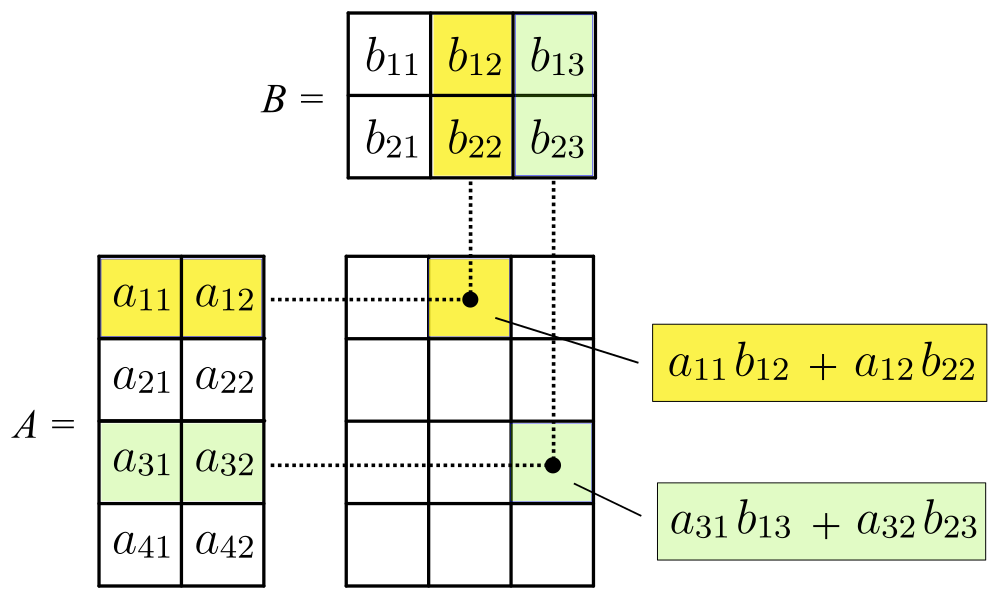
Schéma součinu dvou matic a.

Součin matic {\displaystyle {\boldsymbol {A}}={\begin{pmatrix}\color {blue}1&\color {blue}2&\color {blue}3\\\color {orange}4&\color {orange}5&\color {orange}6\\\end{pmatrix}}} a {\displaystyle {\boldsymbol {B}}={\begin{pmatrix}\color {red}1&\color {green}2\\\color {red}3&\color {green}4\\\color {red}5&\color {green}6\\\end{pmatrix}}} je
{\displaystyle {\boldsymbol {AB}}={\begin{pmatrix}({\color {blue}1}\cdot {\color {red}1}+{\color {blue}2}\cdot {\color {red}3}+{\color {blue}3}\cdot {\color {red}5})&({\color {blue}1}\cdot {\color {green}2}+{\color {blue}2}\cdot {\color {green}4}+{\color {blue}3}\cdot {\color {green}6})\\({\color {orange}4}\cdot {\color {red}1}+{\color {orange}5}\cdot {\color {red}3}+{\color {orange}6}\cdot {\color {red}5})&({\color {orange}4}\cdot {\color {green}2}+{\color {orange}5}\cdot {\color {green}4}+{\color {orange}6}\cdot {\color {green}6})\\\end{pmatrix}}={\begin{pmatrix}22&28\\49&64\end{pmatrix}}}
Prvky matice {\displaystyle {\boldsymbol {A}}} zůstávají v řádcích tak, jak jsou, a prvky v matici {\displaystyle {\boldsymbol {B}}} se rozmístí opět do levého a pravého sloupce.

## Použití
Historicky bylo násobení matic zavedeno pro usnadnění a objasnění výpočtů v lineární algebře. Tento silný vztah mezi maticovým součinem a lineární algebrou zůstává fundamentální  v celé matematice, stejně jako ve fyzice, chemii, inženýrství a informatice.

### Soustavy lineárních rovnic
Obecný tvar soustavy lineárních rovnic je
{\displaystyle {\begin{array}{rcr}a_{11}x_{1}+a_{12}x_{2}+\dots +a_{1n}x_{n}&=&b_{1}\\a_{21}x_{1}+a_{22}x_{2}+\dots +a_{2n}x_{n}&=&b_{2}\\&\vdots &\\a_{m1}x_{1}+a_{m2}x_{2}+\dots +a_{mn}x_{n}&=&b_{m}\\\end{array}}}
Při použití stejné notace jako výše je zápis soustavy ekvivalentní jednoduché maticové rovnici
{\displaystyle {\boldsymbol {Ax}}={\boldsymbol {b}}}.

### Lineární zobrazení
Pokud má vektorový prostor konečnou bázi, každý z jeho vektorů je jednoznačně reprezentován konečnou posloupností skalárů, nazývanou vektor souřadnic, tvořenou souřadnicemi vektoru vzhledem k bázi. Tyto vektory souřadnic tvoří další vektorový prostor, který je izomorfní původnímu vektorovému prostoru. Vektor souřadnic je běžně zapisován jako sloupcový vektor, což je matice pouze s jedním sloupcem. Sloupcový vektor pak představuje jak souřadnicový vektor, tak i vektor původního vektorového prostoru.
Lineární zobrazení {\displaystyle A} prostoru dimenze {\displaystyle n} do vektorového prostoru dimenze {\displaystyle m} převádí sloupcový vektor
{\displaystyle {\boldsymbol {x}}={\begin{pmatrix}x_{1}\\x_{2}\\\vdots \\x_{n}\end{pmatrix}}}
na sloupcový vektor
{\displaystyle {\boldsymbol {y}}=A({\boldsymbol {x}})={\begin{pmatrix}a_{11}x_{1}+\cdots +a_{1n}x_{n}\\a_{21}x_{1}+\cdots +a_{2n}x_{n}\\\vdots \\a_{m1}x_{1}+\cdots +a_{mn}x_{n}\end{pmatrix}}.}
Lineární zobrazení {\displaystyle A} je proto definováno maticí
{\displaystyle {\boldsymbol {A}}={\begin{pmatrix}a_{11}&a_{12}&\cdots &a_{1n}\\a_{21}&a_{22}&\cdots &a_{2n}\\\vdots &\vdots &\ddots &\vdots \\a_{m1}&a_{m2}&\cdots &a_{mn}\\\end{pmatrix}},}
a zobrazuje sloupcový vektor {\displaystyle {\boldsymbol {x}}} na maticový součin
{\displaystyle {\boldsymbol {y}}={\boldsymbol {Ax}}}.
Je-li {\displaystyle B} další lineární zobrazení z předchozího vektorového prostoru dimenze {\displaystyle m}, do vektorového prostoru dimenze {\displaystyle p}, pak jej lze reprezentovat maticí {\displaystyle {\boldsymbol {B}}} řádu {\displaystyle p\times m}. Přímý výpočet ukazuje, že matice složeného zobrazení {\displaystyle B\circ A} je rovna součinu {\displaystyle {\boldsymbol {BA}}}. Obecný vzorec {\displaystyle (B\circ A)({\boldsymbol {x}})=B(A({\boldsymbol {x}}))}, který definuje složené zobrazení, je jedním z specifických případů asociativity maticového součinu:
{\displaystyle ({\boldsymbol {BA}}){\boldsymbol {x}}={\boldsymbol {B}}({\boldsymbol {Ax}})={\boldsymbol {BAx}}.}

#### Geometrické rotace
Při použití systému kartézských souřadnic v euklidovské rovině je rotace o úhel {\displaystyle \alpha } kolem počátku (počátek odpovídá nulovému vektoru) lineární zobrazení. Přesněji,
{\displaystyle {\begin{pmatrix}x'\\y'\end{pmatrix}}={\begin{pmatrix}\cos \alpha &-\sin \alpha \\\sin \alpha &\cos \alpha \end{pmatrix}}{\begin{pmatrix}x\\y\end{pmatrix}},}
kde výchozí bod {\displaystyle (x,y)} i jeho obraz {\displaystyle (x',y')} jsou zapsány jako sloupcové vektory.
Složení rotací o úhel {\displaystyle \alpha } a pak o úhel {\displaystyle \beta } odpovídá maticovému součinu
{\displaystyle {\begin{pmatrix}\cos \beta &-\sin \beta \\\sin \beta &\cos \beta \end{pmatrix}}{\begin{pmatrix}\cos \alpha &-\sin \alpha \\\sin \alpha &\cos \alpha \end{pmatrix}}={\begin{pmatrix}\cos \beta \cos \alpha -\sin \beta \sin \alpha &-\cos \beta \sin \alpha -\sin \beta \cos \alpha \\\sin \beta \cos \alpha +\cos \beta \sin \alpha &-\sin \beta \sin \alpha +\cos \beta \cos \alpha \end{pmatrix}}={\begin{pmatrix}\cos(\alpha +\beta )&-\sin(\alpha +\beta )\\\sin(\alpha +\beta )&\cos(\alpha +\beta )\end{pmatrix}},}
ve druhé rovnosti jsou použity součtové vzorce. Výsledné složení odpovídá rotaci o úhel {\displaystyle \alpha +\beta }, jak lze očekávat.

### Skalární součin, bilineární forma a seskvilineární forma
Standardní skalární součin dvou reálných sloupcových vektorů lze zapsat maticovým součinem
{\displaystyle {\boldsymbol {x}}^{\mathsf {T}}{\boldsymbol {y}},}
kde {\displaystyle {\boldsymbol {x}}^{\mathsf {T}}} je řádkový vektor získaný pomocí transpozice {\displaystyle {\boldsymbol {x}}}. (Výsledná matice {\displaystyle 1\times 1} je zde ztotožněna se svým jediným prvkem.)
Obecněji lze jakoukoli bilineární formu ve vektorovém prostoru konečného rozměru vyjádřit jako maticový součin
{\displaystyle {\boldsymbol {x}}^{\mathsf {T}}{\boldsymbol {Ay}},}
a jakoukoliv seskvilineární formu lze vyjádřit jako
{\displaystyle {\boldsymbol {x}}^{\mathsf {H}}{\boldsymbol {Ay}},}
kde {\displaystyle {\boldsymbol {x}}^{\mathsf {H}}} je hermitovsky sdružený vektor k vektoru {\displaystyle {\boldsymbol {x}}}.

#### Alokace zdrojů v ekonomii

Výpočet prvku v levém dolním rohu součinu odpovídá všem možným cestám (zvýrazněné) od suroviny ke konečnému výrobku v grafu toku výroby.

Jako příklad si představme fiktivní továrnu, která používá 4 druhy surovin {\displaystyle b_{1},b_{2},b_{3},b_{4}} k výrobě 3 meziproduktů, {\displaystyle m_{1},m_{2},m_{3}}, které se následně používají k výrobě 3 druhů výrobků, {\displaystyle f_{1},f_{2},f_{3}}. 
Matice {\displaystyle {\boldsymbol {A}}={\begin{pmatrix}1&0&1\\2&1&1\\0&1&1\\1&1&2\\\end{pmatrix}}}   a   {\displaystyle {\boldsymbol {B}}={\begin{pmatrix}1&2&1\\2&3&1\\4&2&2\\\end{pmatrix}}} udávají množství surovin potřebných pro výrobu meziproduktů, respektive množství meziproduktů potřebných pro výsledné výrobky. Například k výrobě jednoho meziproduktu {\displaystyle m_{1}} je třeba jedna jednotka suroviny {\displaystyle b_{1}}, dvě jednotky {\displaystyle b_{2}}, žádné {\displaystyle b_{3}} a jedna jednotka {\displaystyle b_{4}}, což odpovídá prvnímu sloupci matice {\displaystyle {\boldsymbol {A}}}.
Součin {\displaystyle {\boldsymbol {AB}}={\begin{pmatrix}5&4&3\\8&9&5\\\ 6&5&3\\11&9&6\\\end{pmatrix}}} pak přímo udává množství surovin potřebných pro výrobu jednotlivých výrobků. Například prvek v levém dolním rohu {\displaystyle {\boldsymbol {AB}}} je vypočítán jako {\displaystyle 1\cdot 1+1\cdot 2+2\cdot 4=11}, což odpovídá tomu, že {\displaystyle 11} jednotek {\displaystyle b_{4}} je potřeba k výrobě jednoho výrobku {\displaystyle f_{1}}. Jmenovitě jedna jednotka {\displaystyle b_{4}} je třeba pro {\displaystyle m_{1}}, 2 pro {\displaystyle m_{2}} a {\displaystyle 4} pro každý ze dvou meziproduktů {\displaystyle m_{3}}, které jsou potřeba pro  jeden kus {\displaystyle f_{1}}, viz obrázek.
Aby bylo možné vyrobit např. 100 výrobků {\displaystyle f_{1}}, 80 {\displaystyle f_{2}} a 60 {\displaystyle f_{3}}, lze potřebné množství surovin vypočítat jako
{\displaystyle ({\boldsymbol {AB}}){\begin{pmatrix}100\\80\\60\\\end{pmatrix}}={\begin{pmatrix}1000\\1820\\1180\\2180\end{pmatrix}},}
tj. {\displaystyle 1000} jednotek {\displaystyle b_{1}}, {\displaystyle 1820} jednotek {\displaystyle b_{2}}, {\displaystyle 1180} jednotek {\displaystyle b_{3}} a {\displaystyle 2180} jednotek {\displaystyle b_{4}}.Matice součinu {\displaystyle {\boldsymbol {AB}}} může být použita k výpočtu množství surovin i pro jiné počty výrobků.

## Vlastnosti
Rovnosti uvedené v následujících odstavcích platí, pokud mají výsledky operací smysl.
- Součin matice {\displaystyle {\boldsymbol {A}}} s jednotkovou maticí {\displaystyle \mathbf {I} } zprava i zleva má za výsledek matici {\displaystyle {\boldsymbol {A}}}, tj. {\displaystyle \mathbf {I} {\boldsymbol {A}}={\boldsymbol {A}}\mathbf {I} ={\boldsymbol {A}}}.
- Maticový součin je asociativní, tedy {\displaystyle {\boldsymbol {A}}({\boldsymbol {B}}{\boldsymbol {C}})=({\boldsymbol {A}}{\boldsymbol {B}}){\boldsymbol {C}}}.
- Maticový součin není komutativní, tedy existují příklady matic, pro něž platí {\displaystyle {\boldsymbol {AB}}\neq {\boldsymbol {BA}}}.
- Maticový součin je distributivní vůči sčítání, tj. {\displaystyle {\boldsymbol {A}}\left({\boldsymbol {B}}+{\boldsymbol {C}}\right)={\boldsymbol {AB}}+{\boldsymbol {AC}}}.
- Maticový součin je lineární vůči násobení skalárem (typicky reálné nebo komplexní číslo), tj. {\displaystyle {\boldsymbol {A}}\left(c{\boldsymbol {B}}\right)=(c{\boldsymbol {A}}){\boldsymbol {B}}=c({\boldsymbol {A}}{\boldsymbol {B}})}.
- Matice vzhledem k součinu mohou být dělitelé nuly, tj. součin dvou nenulových matic může být nulová matice, například

{\displaystyle {\begin{pmatrix}1&1\\2&2\end{pmatrix}}{\begin{pmatrix}-3\\3\end{pmatrix}}={\begin{pmatrix}0\\0\end{pmatrix}}}.
- Součin matic {\displaystyle {\boldsymbol {A}}} typu {\displaystyle m\times n} a {\displaystyle {\boldsymbol {B}}} typu {\displaystyle n\times p} lze vyjádřit jako

{\displaystyle {\boldsymbol {AB}}={\boldsymbol {a}}_{1}{\boldsymbol {b}}_{1}^{\mathsf {T}}+{\boldsymbol {a}}_{2}{\boldsymbol {b}}_{2}^{\mathsf {T}}+\cdots +{\boldsymbol {a}}_{n}{\boldsymbol {b}}_{n}^{\mathsf {T}}},
kde {\displaystyle {\boldsymbol {a}}_{1},{\boldsymbol {a}}_{2},\dots ,{\boldsymbol {a}}_{n}} jsou sloupce matice {\displaystyle {\boldsymbol {A}}} a {\displaystyle {\boldsymbol {b}}_{1}^{\mathsf {T}},{\boldsymbol {b}}_{2}^{\mathsf {T}},\dots ,{\boldsymbol {b}}_{n}^{\mathsf {T}}} řádky matice {\displaystyle {\boldsymbol {B}}}. (Neboli {\displaystyle {\boldsymbol {b}}_{1},{\boldsymbol {b}}_{2},\dots ,{\boldsymbol {b}}_{n}} jsou sloupce {\displaystyle {\boldsymbol {B}}^{\mathsf {T}}}.) Zde každý sčítanec {\displaystyle {\boldsymbol {a}}_{i}{\boldsymbol {b}}_{i}^{\mathsf {T}}} je matice typu {\displaystyle m\times p}, protože sloupcové vektory odpovídají maticím o jednom sloupci.
- Transpozice součinu matic je součin transponovaných matic v opačném pořadí, tj. {\displaystyle {({\boldsymbol {AB}})}^{\mathsf {T}}={\boldsymbol {B}}^{\mathsf {T}}{\boldsymbol {A}}^{\mathsf {T}}}
- Inverzní matice součinu regulárních matic je součin inverzních matic v opačném pořadí, tj. {\displaystyle {({\boldsymbol {AB}})}^{-1}={\boldsymbol {B}}^{-1}{\boldsymbol {A}}^{-1}}
- Hermitovské sdružení (hermitovská transpozice) součinu matic je součin matic hermitovsky sdružených v opačném pořadí, tj. {\displaystyle {({\boldsymbol {AB}})}^{\mathsf {H}}={\boldsymbol {B}}^{\mathsf {H}}{\boldsymbol {A}}^{\mathsf {H}}}
- Maticový součin odpovídá skládání lineárních zobrazení, které matice reprezentují.

## Součiny čtvercových matic

### Mocniny matice
Čtvercovou matici lze umocnit na jakoukoli nezápornou celočíselnou mocninu tím, že ji opakovaně násobíme stejným způsobem jako u běžných čísel, konkrétně
{\displaystyle {\boldsymbol {A}}^{0}=\mathbf {I} ,}
{\displaystyle {\boldsymbol {A}}^{1}={\boldsymbol {A}},}
{\displaystyle {\boldsymbol {A}}^{k}=\underbrace {{\boldsymbol {A}}{\boldsymbol {A}}\cdots {\boldsymbol {A}}} _{k{\text{ krát}}}.}
Výpočet {\displaystyle k}-té mocniny matice potřebuje {\displaystyle k-1} maticových součinů, pokud se provádí triviálním algoritmem (opakované násobení). Protože to může být velmi časově náročné, obecně se dává přednost použití umocňování pomocí druhé mocniny, které vyžaduje nejvýše {\displaystyle \log _{2}k} maticových součinů, a je tedy mnohem efektivnější.
Snadným případem umocňování je diagonální matice. Protože součin diagonálních matic se rovná prostému vynásobení odpovídajících diagonálních prvků dohromady, získáme {\displaystyle k}-tou mocninu diagonální matice  umocněním prvků na diagonále na {\displaystyle k}-tou:
{\displaystyle {\begin{pmatrix}a_{11}&0&\cdots &0\\0&a_{22}&\cdots &0\\\vdots &\vdots &\ddots &\vdots \\0&0&\cdots &a_{nn}\end{pmatrix}}^{k}={\begin{pmatrix}a_{11}^{k}&0&\cdots &0\\0&a_{22}^{k}&\cdots &0\\\vdots &\vdots &\ddots &\vdots \\0&0&\cdots &a_{nn}^{k}\end{pmatrix}}.}

### Regulární a singulární matice
Označme {\displaystyle {\mathcal {M}}_{n}(R)} množinu čtvercových matic řádu {\displaystyle n} s prvky z okruhu {\displaystyle R}, což je v praxi často těleso.
V {\displaystyle {\mathcal {M}}_{n}(R)} je součin definován pro každou dvojici matic. Toto dělá z {\displaystyle {\mathcal {M}}_{n}(R)} okruh, který má jednotkovou matici {\displaystyle \mathbf {I} } za neutrální prvek.
Pokud je {\displaystyle n>1}, mnoho matic nemá inverzní prvek vůči násobení, např. nulová matice. Pokud  inverzní prvek existuje, značí se {\displaystyle {\boldsymbol {A}}^{-1}} a nazývá se inverzní matice k matici {\displaystyle {\boldsymbol {A}}}. Splňuje: 
{\displaystyle {\boldsymbol {A}}{\boldsymbol {A}}^{-1}={\boldsymbol {A}}^{-1}{\boldsymbol {A}}=\mathbf {I} .}
Matice, která má inverzi, je regulární matice, někdy též invertibilní matice. Pokud inverzní matici nemá, nazývá se singulární matice.
Součin matic {\displaystyle {\boldsymbol {AB}}} je regulární, právě když je každý z činitelů {\displaystyle {\boldsymbol {A}}} i {\displaystyle {\boldsymbol {B}}} regulární. V tomto případě platí
{\displaystyle ({\boldsymbol {AB}})^{-1}={\boldsymbol {B}}^{-1}{\boldsymbol {A}}^{-1}.}

### Determinant součinu
Determinant součinu čtvercových  matic je součin jejich determinantů.
{\displaystyle \det({\boldsymbol {AB}})=\det({\boldsymbol {BA}})=\det {\boldsymbol {A}}\,\det {\boldsymbol {B}}}.
Tento vztah platí kdykoli je {\displaystyle R} komutativní okruh, jmenovitě i v tělesech. 

## Výpočetní složitost
Výpočetní složitost výše popsaného algoritmu je {\displaystyle O(n^{3})} (počítáme {\displaystyle n^{2}} čísel; pro každé potřebujeme {\displaystyle 2n-1} aritmetických operací). Existují však algoritmy s nižší složitostí vhodné pro matice vyšších řádů. Nejpoužívanější z nich je Strassenův algoritmus se složitostí {\displaystyle O(n^{\log _{2}{7}})\approx O(n^{2.807})}. Nižší složitost u tohoto algoritmu však získáváme za cenu snížené numerické stability. Asymptoticky nejrychlejší ze známých algoritmů je Coppersmithův-Winogradův algoritmus ({\displaystyle O(n^{2.376})}), který je však použitelný až pro matice tak velkých řádů, že je nelze zpracovávat pomocí současných počítačů.
Teoreticky by se dala složitost ještě snížit, ale nikdy nemůže být menší než {\displaystyle O(n^{2})}, protože je třeba spočítat {\displaystyle n^{2}} čísel.

### Hledání nejkratší cesty v grafu
Algoritmy pro násobení matic s malou výpočetní složitostí lze využít i pro hledání nejkratší cesty v grafu z každého do každého vrcholu. To má v nejjednodušší podobě složitost {\displaystyle O(n^{3})}. V tomto případě se však nepoužívá zde popsané násobení matic, ale upravená verze, kde je místo sčítání výběr nejmenšího prvku a místo násobení sčítání, proto nelze použít například Strassenův algoritmus, který využívá operaci odčítání jako inverzní operaci ke sčítání, která k operaci {\displaystyle \min } není.
Graf lze popsat maticí vzdáleností {\displaystyle {\boldsymbol {A}}}. Pokud je pro výpočty operace sčítání dvou čísel definována jako jejich minimum, a místo násobení se použije sčítání, je možno matici nejkratších cest {\displaystyle {\boldsymbol {B}}} získat jako ({\displaystyle {\boldsymbol {A}}^{n}}) kde {\displaystyle n} je řád matice vzdáleností. Při reálném výpočtu není třeba cyklicky násobit původní maticí, ale vždy se vynásobí vzniklé výsledky - nejkratší cesty jsou získány po {\displaystyle \log _{2}(n)} násobeních. Je-li použit pro násobení algoritmus se složitostí menší než {\displaystyle O{\biggl (}{\frac {n^{3}}{\log _{2}(n)}}{\biggr )}}, složitost hledání cest se tímto postupem sníží.